# The Frustrators
The Frustrators to punkrockowy zespół, który tworzą Jason Chandler (wokal), Terry Linehan (gitara, wokal), Art Tedeschi (perkusja) i Mike Dirnt (gitara basowa, wokal). Każdy z członków jest zaangażowany w inne formacje:
- Mike Dirnt – Green Day,
- Terry Linehan – Waterdog,
- Jason Chandler i Art Tedeschi – Violent Anal Death.

Współpracują z wytwórnia Adeline Records, która wydała dwie płyty zespołu. 

## Dyskografia
- Bored in the USA (EP, 2000)

1. "I Slept With Terry"
2. "Then She Walked Away"
3. "Living In The Real World"
4. "East Bay Or Urden Bay"
5. "You're Only Human"
6. "West Of Texas"
7. "The Great Australian Midget Toss"
8. "Brown Mercury Comet"

- Achtung Jackass (11 marca 2002)

1. "Hide And Seek"
2. "Stupid"
3. "Frustrators Jingle"
4. "25"
5. "The Crasher"
6. "My Best Friend's Girl"
7. "Pirate Song"
8. "AAA"
9. "The End"
10. "Trout" (bonus, nagrana od tyłu)

- Griller (EP, 2011)

1. "Stigma"
2. "West of Texas (Part 2)"
3. "Prettiest Girl"
4. "We Need to Talk (It's Not You, It's Us)"